# Голек, Марио
Ма́рио Го́лек (чеш. Mário Holek: 28 октября 1986, Брно, Чехословакия) — чешский футболист, защитник.

## Клубная карьера
В семь лет, отец привел его в футбольную академию при клубе «Брно», первый тренер Иржи Кучера. Он прогрессировал, и его пригласили в дублирующий состав, где он провел полгода, а потом оказался в основе и даже стал играть за различные сборные страны. Его отец тоже занимался футболом и хотел, чтобы он стал футболистом. Он выступал за команду небольшого чешского города, но, в отличие от него, играл в защите. Когда он только начинал, тренер пробовал его на позициях нападающего и защитника, но в конце концов оставил его в полузащите.
В «Днепр» перешёл зимой 2008 года. За его трансфер «Днепр» заплатил 2 млн евро. Первый матч в Высшей Лиге сыграл 2 марта 2008 в матче против «Динамо» (0:4). Первый гол забил 22 марта 2008 в матче против «Закарпатья» (1:1).

## Карьера в сборной
Выступал за сборные Чехии различных возрастов. Первый раз получил вызов в главную команду страны, когда в феврале 2008 года находился на сборах на Кипре с «Днепром». Так совпало, что чешская сборная тоже проводила подготовку на этом острове и даже расположилась в той же гостинице, что и «Днепр». Команда Чехии сыграла там два товарищеских матча, но Голек принял участие только в одном — против сборной Греции (по меркам ФИФА этот поединок рассматривается как неофициальный).

## Достижения
- Чемпион Чехии: 2013/14
- Обладатель Кубка Чехии: 2013/14
- Обладатель Суперкубка Чехии: 2014

## Статистика выступлений за сборную
| Матчи Марио Голека за сборную Чехии | Матчи Марио Голека за сборную Чехии | Матчи Марио Голека за сборную Чехии | Матчи Марио Голека за сборную Чехии | Матчи Марио Голека за сборную Чехии | Матчи Марио Голека за сборную Чехии | Матчи Марио Голека за сборную Чехии |
| ----------------------------------- | ----------------------------------- | ----------------------------------- | ----------------------------------- | ----------------------------------- | ----------------------------------- | ----------------------------------- |
| №                                   | Дата                                | Оппонент                            | Счёт                                | Голы                                | Соревнование                        |                                     |
| 1                                   | 18 ноября 2009                      | Азербайджан                         | 0 : 2                               | -                                   | Товарищеский турнир                 |                                     |
| 2                                   | 3 марта 2010                        | Шотландия                           | 0 : 1                               | -                                   | Товарищеский матч                   |                                     |
| 3                                   | 22 мая 2010                         | Турция                              | 1 : 2                               | -                                   | Товарищеский матч                   |                                     |
| 4                                   | 25 мая 2010                         | США                                 | 4 : 2                               | -                                   | Товарищеский матч                   |                                     |
| 5                                   | 11 августа 2010                     | Латвия                              | 4 : 1                               | -                                   | Товарищеский матч                   |                                     |
| 6                                   | 8 октября 2010                      | Шотландия                           | 1 : 0                               | -                                   | Отборочный матч ЧЕ-2012             |                                     |
| 7                                   | 3 июня 2014                         | Австрия                             | 1 : 2                               | -                                   | Товарищеский матч                   |                                     |
| 8                                   | 31 марта 2015                       | Словакия                            | 0 : 1                               | -                                   | Товарищеский матч                   |                                     |